# Pierre Herman
Pierre Herman est un homme politique français, né à Roubaix le 20 décembre 1910 et mort le 9 janvier 1990 à Berck-sur-Mer, est un résistant, syndicaliste et homme politique français.
Pendant la Seconde Guerre mondiale, il est mobilisé dans le département des Vosges, participe alors à des opérations de sabotage et est déporté. Impliqué dans la politique locale, ainsi que dans les syndicats et les associations syndicales, il entre en 1959 au conseil municipal de Roubaix comme adjoint au maire du socialiste Victor Provo. Il est député du Nord de 1962 à 1973 puis maire de Wasquehal de 1968 à 1977.
Il s’investit avec Serge Charles, maire de Marcq-en-Barœul et fonde en 1975 le S.I.V.O.M, regroupant les communes de Wasquehal, Marcq-en-Barœul et Mouvaux.

## Biographie
Son père, Charles Herman, originaire de Gand est plafonneur sur Roubaix et sa mère, Hélène Prudence Benieau est ourdisseuse. Après avoir terminé l'école, il a étudié les industries nationales et Supérieure des Arts textiles dans sa ville natale. Il se marie à Blanche Léonie Devoldere (1903-1989), le 23 avril 1936 à Saint-André-lez-Lille. Avec le déclenchement de la Seconde Guerre mondiale et à la suite de l'occupation de la France par la Wehrmacht dans la zone occupée, il est mobilisé dans le département des Vosges en 1939. Il participe alors à des opérations de sabotage. Il est déporté et, en août 1944, il est libéré. Après des études à l’ENSAIT, il est employé aux établissements Pennel et Flipo, un fabricant de plastique sur Roubaix de 1952 à 1962, où il avait commencé peu de temps avant la guerre, il est chef d’atelier puis cadre. En même temps, il est devenu impliqué dans la politique locale, ainsi que dans les syndicats et les associations syndicales. En 1959, il entre au conseil municipal de Roubaix comme adjoint au maire du socialiste Victor Provo.

## Carrière politique

### Campagne législatives de 1962
Il est candidat aux élections législatives, au scrutin de 1962. À la suite de la dissolution de l’Assemblée nationale par le général de Gaulle, consécutive à l’adoption de la motion de censure contre le gouvernement de Georges Pompidou. Pierre Herman mène campagne contre l’une des grandes figures de la démocratie chrétienne en France, André Diligent, député Mouvement républicain populaire sortant. La Huitième circonscription du Nord, dans laquelle il se présente, regroupe les cantons de Roubaix-Nord et Ouest. Il est secondé par Michel Willot, son suppléant implanté à Wasquehal. Au cours de ce mandat, il dépose quatre propositions de loi visant à améliorer le calcul des pensions de vieillesse, à permettre aux femmes assurées sociales de bénéficier de la retraite normale dès l’âge de 60 ans, à amender le Code civil en matière de déclarations de naissance et à assurer le maintien des prestations d’assurance maladie aux veuves n’exerçant aucune activité professionnelle. Pierre Herman est candidat au renouvellement de son mandat, à l’occasion du scrutin législatif du printemps 1967. Arrivé en tête du premier tour, il est battu au second tour Jean Delvainquière. Au cours des élections anticipées en 1968 il retrouve son siège.

### Élection à la mairie de Wasquehal
Élu maire de Wasquehal en 1968 à la suite du décès du maire Victor Honoré. Il lance pendant son mandat, un vaste programme d'immeuble collectifs mais pour certains habitants, commence alors la disparition du Wasquehal historique. En 1974, il lance la rénovation de la ville qui est faite par l'architecte tourquennois Jean Willerval, architecte, professeur à l'École nationale supérieure des beaux-arts à Paris, membre de l'académie française d'architecture. Il est réélu lors des élections municipales de 1971.

### Conseiller régional
Il est conseiller régional du Nord-Pas-de-Calais à partir de 1973, il s’investit avec Serge Charles, député-maire de Marcq-en-Barœul et fonde en 1975 le S.I.V.O.M. Centre Métropole, structure inter communale regroupant les communes de Marcq-en-Barœul, Wasquehal et Mouvaux. Il est ainsi conseiller de la communauté urbaine de Lille.
Il donne une réelle impulsion au S.I.V.OM., en créant notamment un centre de cure médicale pour personnes âgées handicapées, ainsi qu’un institut médico-éducatif pour les jeunes (I.M.E. le Mesnil de la Beuvrecque qui n'ouvrira qu'en 1980).

### Élection municipale de 1977
Il se représente aux Élections municipales françaises de 1977 sous la liste d'Union pour la gestion et la défense des intérêts de Wasquehal. Il a comme opposant, Gérard Vignoble, jeune militant de la section socialiste du Nord qui se présente avec la liste d'Union de la gauche, alliance électorale conclue entre le Parti socialiste (PS), le Mouvement des radicaux de gauche (MRG) et le Parti communiste français (PCF).
Dans son programme, Pierre Herman veut faire raser les maisons tout autour de la mairie pour bâtir de grands ensembles comme à Mons-en-Barœul. Gérard Vignoble, qui habite dans une tour dans le quartier du Pavé de Lille, sent que ça ne colle pas avec les attentes de la population.
Malgré ses initiatives en faveur des personnes âgées et handicapées, Pierre Herman perd les élections au profit de Gérard Vignoble. Cet échec serait la conséquence de sa politique immobilière, de la requalification du centre-ville et de l'installation de l'usine d’incinération construite en 1975.

### Retrait de la vie politique
Il s’installe à Berck-sur-Mer, dans le département de Pas-de-Calais. À sa disparition le 9 janvier 1990, les témoignages affluent de ses amis politiques ou de ses adversaires, pour regretter unanimement cette forte personnalité du Nord, sous-officier de réserve, dévoué aux autres, et dont l’action fut toute en droiture et en courtoisie.

## Actions à la mairie de Wasquehal
Sous les deux mandats de Pierre Herman, se sont créées différentes infrastructures et associations.
Lors de son premier mandat (1968-1971), création du collège Albert Calmette (1969), création de la Maison des jeunes et de la culture (1969) et création de la Zone d'activité de la Pilaterie (1970).
Lors de son deuxième mandat (1971-1977), création de l'école maternel Charles Perrault (1971), création de l'école Charles de Gaulle (1971), création d'une salle de cinéma le Capreau (1971), création de l’école des Chiens guide d'aveugle de Wasquehal (1972), création de la piscine municipale (1972), rénovation de la ville et notamment le centre-ville (1972), création du parc Georges-Pompidou (1972), construction de l'usine d'incinération (1975), création du commissariat de police (1975), création du syndicat intercommunal (S.I.V.O.M.), centre Métropole, regroupant les communes de Marcq-en-Barœul, Wasquehal et Mouvaux (1975), aménagement du Port du Dragon et agrandissement de la route passant devant l'office du tourisme (1975), agrandissement du cimetière du Plomeux (1975), création de l'association des mutilés de Wasquehal (1975) et création de la maison de cure médicale pour personnes âgées, connue sous le nom de Centre Hospitalier Intercommunal (1976).

## Mandats
- 15 mars 1959 - 21 mars 1965 : conseiller municipal de Roubaix (Nord)
- 25 novembre 1962 - 2 avril 1967 : député du Nord
- 30 juin 1968 - 1er avril 1973 : député du Nord
- 30 août 1968 - 21 mars 1971 : maire de Wasquehal (Nord)
- 21 mars 1971 - 20 octobre 1977 : maire de Wasquehal (Nord)

## Distinctions
- Chevalier de l'ordre national du Mérite
- Chevalier de l'ordre des Palmes académiques
- Médaille d'honneur du travail, vermeil
- Médaille d'honneur du travail, argent

## Postérité
- La salle des fêtes municipale de Wasquehal est nommée en son nom dans le quartier du Centre.